# Léonie Sonnings Musikpris
Léonie Sonnings Musikpris (ofte omtalt som Sonnings Musikpris) er den største danske musikpris. Prisen tilfalder en internationalt anerkendt komponist, musiker, dirigent eller sanger inden for klassisk musik. Den skal hverken forveksles med Sonningprisen eller Léonie Sonnings Musikstipendium.
Frederik 10. er protektor for Sonnings Musikpris.

## Historie
Prisen – og Léonie Sonnings Musikfond, der varetager uddelingen – er opkaldt efter Léonie Sonning, enke efter redaktør Carl Johan Sonning. Fonden er oprettet i 1965, men den første prisuddeling fandt dog sted allerede i 1959.
Fra 2007 til 2016 var prisen på 600.000 kroner. Leonidas Kavakos modtager i januar 2017 100.000 euro.

## Prismodtagere

### 1950'erne
- 1959 – Igor Stravinskij, russisk-fransk-amerikansk komponist

### 1960'erne
- 1965 – Leonard Bernstein, amerikansk komponist, dirigent og pianist
- 1966 – Birgit Nilsson, svensk sopran
- 1967 – Witold Lutosławski, polsk komponist, pianist og dirigent
- 1968 – Benjamin Britten, engelsk komponist og pianist
- 1969 – Boris Christoff, bulgarsk bas

### 1970'erne
- 1970 – Sergiu Celibidache, rumænsk dirigent
- 1971 – Artur Rubinstein, polsk-amerikansk pianist
- 1972 – Yehudi Menuhin, amerikansk violinist
- 1973 – Dmitrij Sjostakovitj, sovjetisk komponist og pianist
- 1974 – Andrés Segovia, spansk guitarist
- 1975 – Dietrich Fischer-Dieskau, tysk baryton
- 1976 – Mogens Wöldike, dansk korleder, organist og dirigent
- 1977 – Olivier Messiaen, fransk komponist, organist og ornitolog
- 1978 – Jean-Pierre Rampal, fransk fløjtenist
- 1979 – Janet Baker, engelsk mezzosopran

### 1980'erne
- 1980 – Marie-Claire Alain, fransk organist og musikpædagog
- 1981 – Mstislav Rostropovitj, sovjetisk cellist, pianist og dirigent
- 1982 – Isaac Stern, russiskfødt amerikansk violinist
- 1983 – Rafael Kubelík, tjekkisk-født schweizisk komponist og dirigent
- 1984 – Miles Davis, amerikansk jazzmusiker (trompet) og komponist
- 1985 – Pierre Boulez, fransk komponist, dirigent, teoretiker og kulturentreprenør
- 1986 – Svjatoslav Richter, ukrainsk pianist
- 1987 – Heinz Holliger, schweizisk oboist, komponist og dirigent
- 1988 – Peter Schreier, tysk tenor og dirigent
- 1989 – Gidon Kremer, lettisk violinist og dirigent

### 1990'erne
- 1990 – György Ligeti, ungarsk/østrigsk komponist
- 1991 – Eric Ericson, svensk korleder og dirigent
- 1992 – Georg Solti, ungarsk orkester- og operadirigent
- 1993 – Nikolaus Harnoncourt, østrigsk dirigent og cellist
- 1994 – Krystian Zimerman, polsk pianist
- 1995 – Jurij Basjmet, russisk bratschist og dirigent
- 1996 – Per Nørgård, dansk komponist
- 1997 – András Schiff, ungarsk-født britisk-østrigsk pianist og dirigent
- 1998 – Hildegard Behrens, tysk sopran
- 1999 – Sofija Gubajdulina, tatarsk/russisk komponist

### 2000'erne
- 2000 – Michala Petri, dansk blokfløjtespiller
- 2001 – Anne-Sophie Mutter, tysk violinist
- 2002 – Alfred Brendel, østrigsk pianist
- 2003 – György Kurtág, rumænsk-født ungarsk komponist
- 2004 – Keith Jarrett, amerikansk jazzpianist
- 2005 – John Eliot Gardiner, engelsk dirigent og korleder
- 2006 – Yo-Yo Ma, fransk-født amerikansk-kinesisk cellist
- 2007 – Lars Ulrik Mortensen, dansk cembalist
- 2008 – Arvo Pärt, estisk komponist
- 2009 – Daniel Barenboim, argentinsk-israelsk pianist og dirigent

### 2010'erne
- 2010 – Cecilia Bartoli, italiensk mezzosopran
- 2011 – Kaija Saariaho, finsk komponist
- 2012 – Jordi Savall, spansk musikteoretiker og gambist
- 2013 – Simon Rattle, engelsk dirigent[2]
- 2014 – Martin Fröst, svensk klarinettist[3]
- 2015 – Thomas Adès, engelsk komponist[4]
- 2016 – Herbert Blomstedt, dirigent[5]
- 2017 – Leonidas Kavakos, græsk violinist[6]
- 2018 – Mariss Jansons, lettisk dirigent[7]
- 2019 – Hans Abrahamsen, dansk komponist[8]

### 2020'erne
- 2020 – Barbara Hannigan, canadisk sopran og dirigent[9]
- 2021 – Unsuk Chin, sydkoreansk komponist[10]
- 2022 – Pierre-Laurent Aimard, fransk pianist[11]
- 2023 – Evelyn Glennie, skotsk percussionist[12]
- 2024 – Emmanuel Pahud, schweizisk fløjtenist.[13]
- 2025 – Den Danske Strygekvartet[14]